# Antoine Miquel

a Compétitions nationales et continentales officielles uniquement.

Dernière mise à jour le 26 octobre 2024.
Antoine Miquel, né le 20 juin 1994, est un joueur français de rugby à XV jouant aux postes de troisième ligne centre et troisième ligne aile à Oyonnax Rugby depuis 2024.
Formé au SU Agen, il rejoint le Stade toulousain en 2019, avec qui il remporte le Championnat de France en 2021. Il joue ensuite durant deux ans à l'Union Bordeaux Bègles, de 2022 à 2024, avant de rejoindre Oyonnax Rugby.

## Biographie

### Jeunesse et formation
Alors qu'Antoine Miquel a cinq ans, ses parents déménagent en Dordogne, au Bugue. Avec sa sœur, Clémence, de deux ans son aînée, ils décident alors de s'inscrire dans un club de rugby pour pratiquer le même sport que leur père plus jeune.
Formé au Bugue Athletic Club, il rejoint le SU Agen dès les cadets.

### Débuts à Agen (2015-2019)
Antoine Miquel débute avec les professionnels à 21 ans, en challenge européen, sur la pelouse des London Irish en novembre 2015. Il s'impose rapidement comme un titulaire indiscutable puis devient le capitaine lors de la saison 2018-2019.

### Passage au Stade toulousain (2019-2022)
Le 29 mai 2019, le Stade toulousain annonce sa signature pour trois saisons.
Durant la saison 2020-2021 il est un joueurs important du Stade toulousain et fait partie de la rotation à son poste, où il est en concurrence avec François Cros, Rynhard Elstadt, Alban Placines, ou encore Louis-Benoît Madaule. Cette saison, il joue la demi-finale de Coupe d'Europe remportée par les siens face à l'Union Bordeaux Bègles, mais ne prend pas part à la finale qui voit son équipe s'imposer 22 à 17 face au Stade rochelais. Les Toulousains gagnent alors leur cinquième titre dans la compétition,.
En Top 14, Antoine Miquel joue quatorze matchs dont la demi-finale gagnée face à l'UBB. En finale, les Toulousains affrontent une nouvelle fois le Stade rochelais et s'imposent une fois de plus, sur le score de 18 à 8. Miquel ne prend pas part à cette finale mais remporte son premier bouclier de Brennus,.

### Transfert à l'Union Bordeaux Bègles puis Oyonnax (depuis 2022)
Ne pensant pas pouvoir s'imposer à Toulouse face à la très forte concurrence à son poste, Antoine Miquel décide de quitter le Stade toulousain pour rejoindre l'Union Bordeaux Bègles à partir de la saison 2022-2023. Il est recruté pour remplacer Louis Picamoles, qui vient de prendre sa retraite sportive,.
Non conservé par le club girondin à l'issue de son contrat, il quitte l'UBB pour rejoindre Oyonnax Rugby où il s'engage pour quatre ans, soit jusqu'en 2028,.

## Palmarès
- Stade toulousain
  - Vainqueur du Championnat de France en 2021